# Alicia Smith (Tennisspielerin)
Alicia Smith (* 27. September 1996 in Tamworth (Australien)) ist eine australische Tennisspielerin.

## Karriere
Smith begann mit fünf Jahren das Tennisspielen und bevorzugt Hartplätze. Sie spielt bislang vor allem auf der ITF Women’s World Tennis Tour, wo sie bereits einen Titel im Einzel und fünf Titel im Doppel gewinnen konnte.
Im Dezember 2016 gewann sie die Australian Open Wildcards im Doppel. Dieser Erfolg ermöglicht es ihr bei den Australian Open 2017 erstmals im Hauptfeld eines Grand-Slam-Turniers zu spielen.

## Turniersiege

### Einzel
| Nr. | Datum            | Turnier  | Kategorie | Belag   | Finalgegnerin    | Ergebnis  |
| --- | ---------------- | -------- | --------- | ------- | ---------------- | --------- |
| 1.  | 7. November 2021 | Solarino | ITF W15   | Teppich | Federica Bilardo | 6:3, 7:66 |

### Doppel
| Nr. | Datum             | Turnier             | Kategorie   | Belag     | Partnerin       | Finalgegnerinnen                   | Ergebnis         |
| --- | ----------------- | ------------------- | ----------- | --------- | --------------- | ---------------------------------- | ---------------- |
| 1.  | 21. Dezember 2018 | Monastir            | ITF $15.000 | Hartplatz | Chiara Scholl   | Giorgia Marchetti Angelica Raggi   | 6:1, 6:3         |
| 2.  | 10. März 2019     | Mildura             | ITF $25.000 | Rasen     | Alana Parnaby   | Olivia Rogowska Storm Sanders      | 3:6, 6:3, [10:8] |
| 3.  | 29. Juli 2023     | Caloundra           | ITF W15     | Hartplatz | Stefani Webb    | Nanari Katsumi Zara Larke          | 6:1, 6:2         |
| 4.  | 16. März 2024     | Mildura             | ITF W35     | Rasen     | Tahlia Kokkinis | Punnin Kovapitukted Lu Jiajing     | 5:7, 6:2, [10:7] |
| 5.  | 20. Juli 2024     | Nakhon Si Thammarat | ITF W15     | Hartplatz | Monique Barry   | Jeong Bo-young Punnin Kovapitukted | 6:4, 6:3         |

## Abschneiden bei Grand-Slam-Turnieren

### Doppel
| Turnier         | 2017 | Karriere |
| --------------- | ---- | -------- |
| Australian Open | 1    | 1        |
| French Open     | —    | —        |
| Wimbledon       | —    | —        |
| US Open         | —    | —        |